# Villajoyosa Club de Fútbol
El Villajoyosa Club de Fútbol es un club de fútbol español de la ciudad de Villajoyosa (Alicante). Fue fundado en 1942 y actualmente milita (temporada 2025/26) en Lliga Segona FFCV

## Historia
Fue fundado en 1942 y juega en el Grupo 4 de la Lliga Primera FFCV. Prácticamente toda su historia ha competido en categorías regionales y en la Tercera división española. Llegó por primera vez a Segunda División B en la temporada 2003-04, categoría en la que permaneció 5 temporadas consecutivas entre 2003/2008 y en la cual firmó grandes temporadas, destacando el 6.º puesto en la temporada 2004/2005 estando durante gran parte de la temporada en promoción de ascenso a Segunda división española. Tras un año irregular, el Villajoyosa en la temporada 2007 - 2008, se jugaba en la última jornada, junto con el Terrassa, jugar la promoción de permanencia en la 2.ªB. El equipo perdió en casa contra la UE Gramanet, jugó las eliminatorias de promoción para la permanencia en la categoría.
Esta le tocó jugarla contra Osasuna Promesas (Filial del equipo del Osasuna). El partido de ida, disputado en el Reyno de Navarra, acabó con 1-1, este resultado favorecía a la Vila por el valor doble de los goles fuera de casa.
Pero llegó el partido decisivo. La Vila llegaba al Nou Pla con esa ventaja del gol a favor, le valía el empate a cero, pero como sucedió frente la Gramanet, el equipo vilero perdió frente a su público por 0-1 y consumaba así su descenso a tercera división, competición que no disputaba desde hacía 5 años.
Al año siguiente cabe destacar, que la temporada no empezó muy bien, por diversos asuntos administrativos y económicos que tuvo la entidad.
Antes de finalizar la primera vuelta, el club se vio obligado a realizar nueva asamblea extraordinaria de socios para elegir nuevo presidente y sacar al club del agujero económico en el que se encontraba.Pese a los problemas económicos, el club hizo una gran temporada y el día 31 de mayo del 2009, el equipo vilero volvía a la 2.º división b al empatar 1 -1 contra el Alcalá en el estadio Nou Pla gracias al valor doble de los goles marcados en campo contrario, al conseguir fuera de casa un empate a 2.

## Presidentes

### Cronología de los presidentes
- Jaime Zaragoza Zaragoza (1942/1943)
- Pedro Llinares Zaragoza (1943/1944)
- Juan Tonda Aragonés (1944/1946)
- Pedro Lloret Lloret (1956/1960)
- Felipe Ramis Llorca (1960/1961)
- Gaspar León Galiana (1961/1965)
- Miguel Esquerdo Ortuño (1965/1967)
- Gaspar Marcet Lloret (1967/1970)
- José Luis Juan Martínez (1970/1972)
- Pedro Soriano Escrich (1972/1973)
- Juan Lloret Soldevila (1973/1978)
- Joaquín Buforn Salazar (1978/1979)
- Francisco Esquerdo Carrió (1979/1982)(1988/1989)
- Miguel Vaello Ferrándiz (1982/1985)
- Joaquín Lloret Boix (1985/1988)
- Juan Hueso Castellano (1989/1990)
- Ramón Lorente Martínez (1990/1996)
- Juan Vicente Llinares Cuesta (1996/1998)
- Juan Francisco Muñoz Lara (1998/2000)
- Francisco Aldeguer Luchoro (2000/2004)
- Andrés Planells Palao (2004/2008)
- Elena Tito Guerra (2008/2009)
- Domingo Lloret Brotons (2009/2012)
- Marc Antoni Pérez (2012/2013)
- Domingo Lloret Brotons (2013/2022)
- Bienvenido Iborra Marín (2022/?)

## Uniforme
- Uniforme titular: Camiseta blanca, pantalón negro y medias negras.
- Uniforme alternativo: Camiseta rojiblanca, pantalón y medias color negro.

## Estadio
El Estadio Nou Pla, cuenta con capacidad para 2.765 espectadores (2000 sentados), sufrió una importante renovación en 2005 tras el aterrizaje del club Vilero en Segunda B.

## Datos del club
- Temporadas en Primera División: Ninguna
- Temporadas en Segunda División: Ninguna.
- Temporadas en Segunda División B: 6 (2003/08)(2009/2010)
- Temporadas en Tercera División: 16 (1957/60, 1983/92, 2001/03, 2008/09, 2010/11,

2020/22)
- Temporadas en Regional Preferente: Desconocido.
- Mejor puesto en la liga: 6.º en Segunda División B (2004/05).
- Peor puesto en la liga: 17.º en Segunda División B (2009/2010).

### Trayectoria
| Temporada | División                        | Puesto |
| --------- | ------------------------------- | ------ |
| 1960/61   | 1ª Regional Murciana            | 6.º    |
| 1961/62   | 1ª Regional Murciana            | 4.º    |
| 1962/63   | 1ª Regional Murciana            | 15.º   |
| 1963/64   | 1ª Regional Murciana            | 5.º    |
| 1964/65   | 1ª Regional Murciana            | 3.º    |
| 1965/66   | 1ª Regional Murciana            | 4.º    |
| 1966/67   | 1ª Regional Murciana            | 3.º    |
| 1967/68   | 1ª Regional Murciana            | 11.º   |
| 1968/69   | 1ª Regional Murciana            | 16.º   |
| 1969/70   | 2ª Regional Murciana (Grupo 3)  | 2.º    |
| 1970/71   | 2ª Regional Murciana (Grupo 2)  | 1.º    |
| 1971/72   | Regional Preferente Murciana    | 9.º    |
| 1972/73   | Regional Preferente Murciana    | 17.º   |
| 1973/74   | Regional Preferente Murciana    | 5.º    |
| 1974/75   | Regional Preferente Murciana    | 15.º   |
| 1975/76   | 1ª Regional Murciana (Grupo 2)  | 7.º    |
| 1976/77   | Regional Preferente (Grupo Sur) | 12.º   |
| 1977/78   | Regional Preferente (Grupo Sur) | 17.º   |
| 1978/79   | 1.ª Regional (Grupo Sur)        | 3.º    |
| 1979/80   | 1.ª Regional (Grupo Sur)        | 4.º    |
| 1980/81   | 1.ª Regional (Grupo Sur)        | 1.º    |
| 1981/82   | Regional Preferente             | 4.º    |

| Temporada | División                        | Puesto |
| --------- | ------------------------------- | ------ |
| 1982/83   | Regional Preferente             | 2.º    |
| 1983/84   | 3.ª División (Grupo 6)          | 7.º    |
| 1984/85   | 3.ª División (Grupo 6)          | 6.º    |
| 1985/86   | 3.ª División (Grupo 6)          | 10.º   |
| 1986/87   | 3.ª División (Grupo 6)          | 8.º    |
| 1987/88   | 3.ª División (Grupo 6)          | 7.º    |
| 1988/89   | 3.ª División (Grupo 6)          | 10.º   |
| 1989/90   | 3.ª División (Grupo 6)          | 16.º   |
| 1990/91   | 3.ª División (Grupo 6)          | 8.º    |
| 1991/92   | 3.ª División (Grupo 6)          | 8.º    |
| 1992/93   | Regional Preferente (Grupo Sur) | 2.º    |
| 1993/94   | Regional Preferente (Grupo Sur) | 13.º   |
| 1994/95   | Regional Preferente (Grupo Sur) | 18.º   |
| 1995/96   | Regional Preferente (Grupo Sur) | 16.º   |
| 1996/97   | Regional Preferente (Grupo Sur) | 7.º    |
| 1997/98   | Regional Preferente (Grupo 4)   | 3.º    |
| 1998/99   | Regional Preferente (Grupo 4)   | 2.º    |
| 1999/00   | Regional Preferente (Grupo 4)   | 1.º    |
| 2000/01   | Regional Preferente (Grupo 4)   | 2.º    |
| 2001/02   | 3.ª División (Grupo 6)          | 4.º    |
| 2002/03   | 3.ª División (Grupo 6)          | 2.º    |
| 2003/04   | Segunda B (Grupo III)           | 12.º   |

| Temporada | División                      | Puesto |
| --------- | ----------------------------- | ------ |
| 2004/05   | Segunda B (Grupo III)         | 6.º    |
| 2005/06   | Segunda B (Grupo III)         | 8.º    |
| 2006/07   | Segunda B (Grupo III)         | 8.º    |
| 2007/08   | Segunda B (Grupo III)         | 16.º   |
| 2008/09   | 3.ª División (Grupo 6)        | 1.º    |
| 2009/10   | Segunda B (Grupo III)         | 17.º   |
| 2010/11   | 3.ª División (Grupo 6)        | 19.º   |
| 2011/12   | Regional Preferente (Grupo 4) | 6.º    |
| 2012/13   | Regional Preferente (Grupo 4) | 13.º   |
| 2013/14   | Regional Preferente (Grupo 4) | 3.º    |
| 2014/15   | Regional Preferente (Grupo 4) | 3.º    |
| 2015/16   | Regional Preferente (Grupo 4) | 8.º    |
| 2016/17   | Regional Preferente (Grupo 4) | 1°     |
| 2017/18   | Regional Preferente (Grupo 4) | 2°     |
| 2018/19   | Regional Preferente (Grupo 4) | 2°     |
| 2019/20   | Regional Preferente (Grupo 4) | 1°     |
| 2020/21   | 3.ª División (Grupo 6)        | 15°    |
| 2021/22   | Tercera RFEF (Grupo 6)        | 19°    |
| 2022/23   | Regional Preferente (Grupo 4) | 15°    |
| 2023/24   | Primera FFCV (Grupo 4)        | 12°    |
| 2024/25   | Primera FFCV (Grupo 4)        | 14°    |

## Jugadores

### Plantilla 2024/25
Porteros: Sergio Arenas, Iker Ramos.
Defensas: Víctor Quiles, Luis Fuentes, Tomás Walter, Goyo González, Aitor Oliver, Sisco Soriano, Álex Rodríguez.
Centrocampistas: David Úbeda, Kiko Rodríguez, Adrián Rubio, Joan Mayor.
Delanteros: Pablo Sellés, Juanlu Castro, Antonio López, Luis Prats, José Piña, Miguel Ivorra.

### Altas y bajas 2024/25
Altas: Pablo Tenza (Mutxamel Club de Fútbol), Medi (CFI Alicante), Iker Ramos (Alicante Enyeca CF), Víctor Quiles (CF Benidorm "B"), David Úbeda (CF Benidorm "B"), Tomás Walter (CD Polop), Goyo González (Club de Fútbol La Nucía Juvenil), Aitor Oliver (CF Atlético Jonense), Sisco Soriano (Club de Fútbol La Nucía Juvenil), Adrián Rubio (CF UD Calpe), Juanlu Castro (CD El Campello), José Piña (Mutxamel Club de Fútbol), Pablo Sellés (CD El Campello), Luis Prats (Club de Fútbol La Nucía), Miguel Ivorra (Juvenil).

Bajas: Patrick Guirado (CF Foietes de Benidorm), Juanfran García (CF Benidorm "B"), Iker Jiménez (CF Atlético Jonense), Maxi Godoy (CF Atlético Jonense), Ariel Rodríguez (Sin equipo), Joel Fioriti (CD Almoradí), Edu Mesas (Club Deportivo Tháder), Zajdi Shabanaj (Sin equipo), Miguel Ferrer (Pego Club de Futbol), Nana Darkwah (Sin equipo), Lalo (Pego Club de Futbol), Medi (Pego Club de Futbol), Meji (CF UD Calpe), Hamza El Hantaqui (CF Benidorm "B"), Angel Silva (Sin equipo), Aníbal Calderón (Santa Pola Club de Fútbol), Pablo Tenza (Sin equipo), Remo Nakstroem (CD Betis Florida)

### Cronología de los entrenadores
- Joaquín Carbonell (2001/03)
- Juan Mayor Marcet (2003)
- Luis García Plaza (2003/05)
- Manolo Herrero (2005/06)
- Vicente Borge (2006/08)
- Antonio Blázquez (2008/2009)
- Manolo Herrero (2009/2010)
- Paco Luna (2010)
- Tomi Segrelles (2010)
- Félix Llinares (2010–2016)
- Miguel Ángel Martínez Bueno (2016-2018)
- José Soler Moya (2018-2021)
- Félix Prieto (2021-2022)
- José Carlos Mullor (2022)
- Félix Llinares (2022-2023)
- Mariano Gadea - Nano (2023-?)
- Mauricio Ortega (2024-2025)
- Antonio Blázquez (2025-?)